# 比斯多夫人工湖

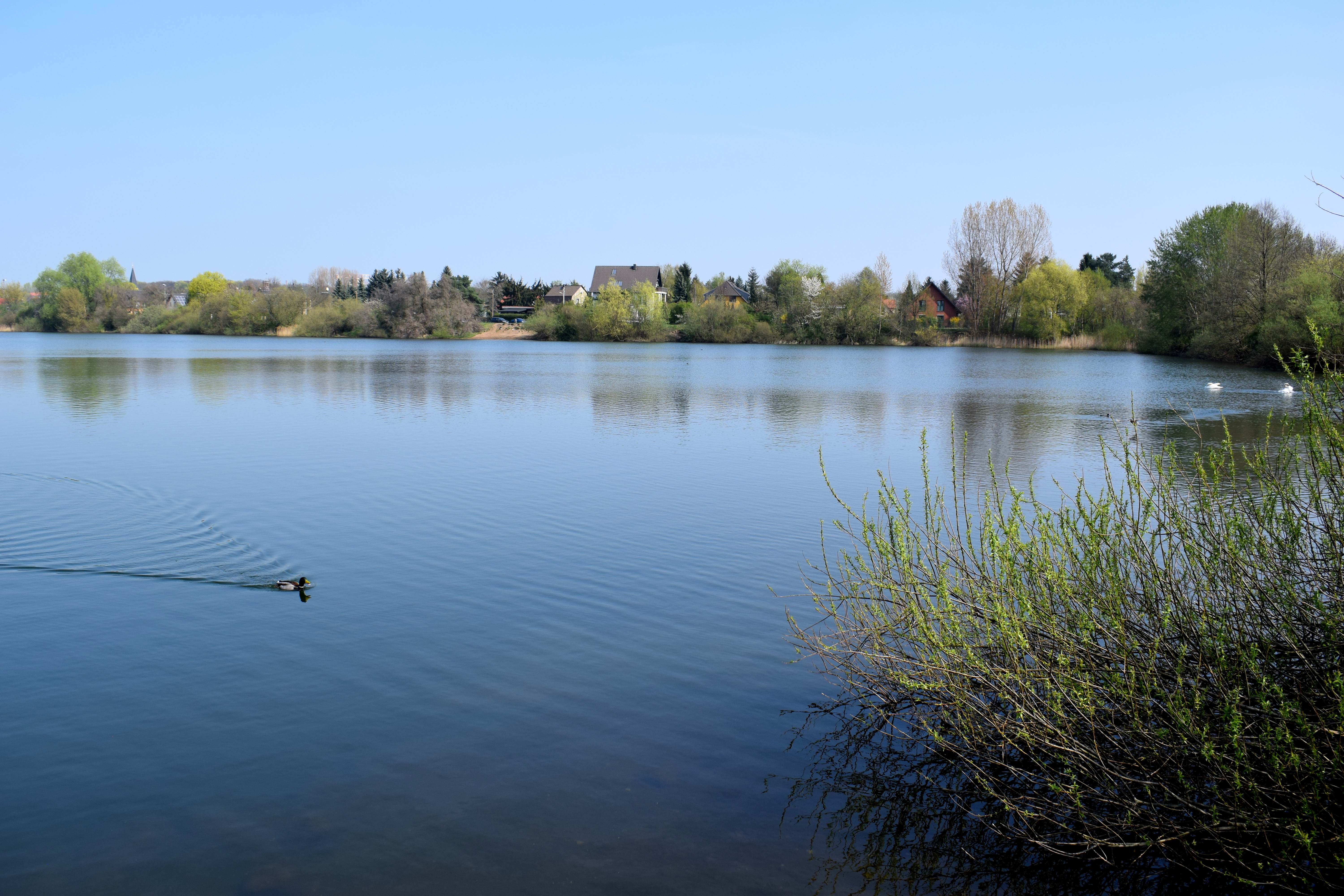

52°30′12″N 13°32′56″E / 52.503404°N 13.548851°E
比斯多夫人工湖（德語：Biesdorfer Baggersee），是德國的湖泊，位於該國首都柏林，由馬爾燦-黑勒斯多夫行政區負責管轄，該湖泊長0.5公里、寬0.3公里，面積0.08平方公里。